# Varanus griseus
Varanus griseus este o specie de reptile din genul Varanus, familia Varanidae, descrisă de Daudin 1803.

## Subspecii
Această specie cuprinde următoarele subspecii:
- V. g. griseus
- V. g. caspius
- V. g. koniecznyi

## Galerie

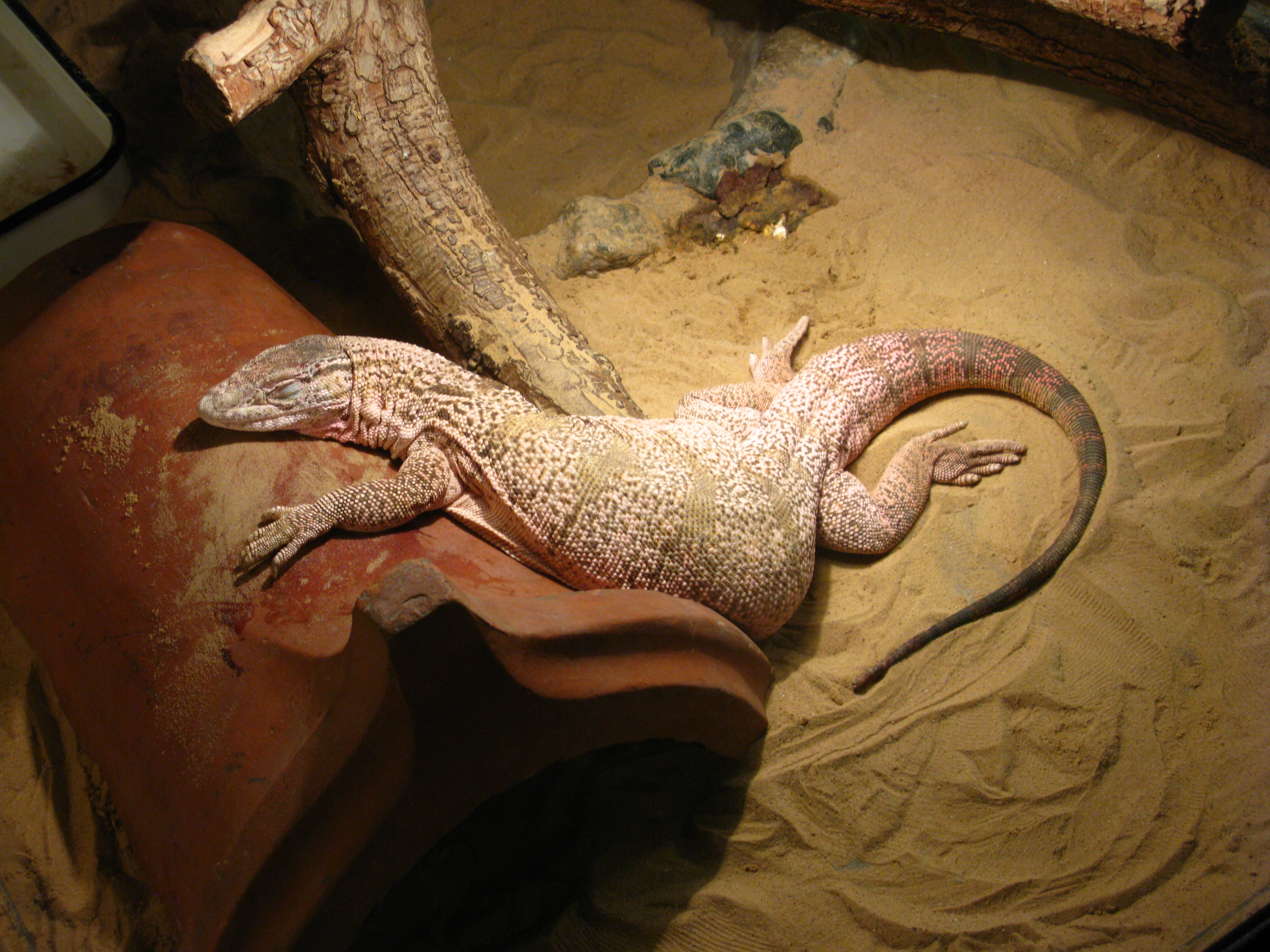
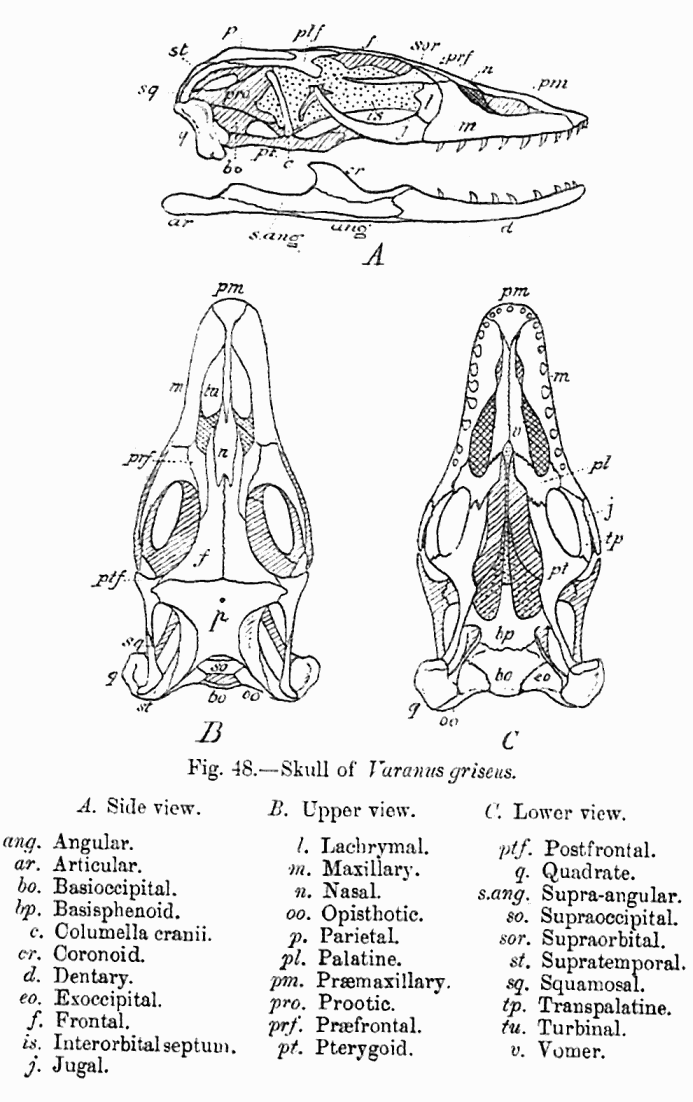
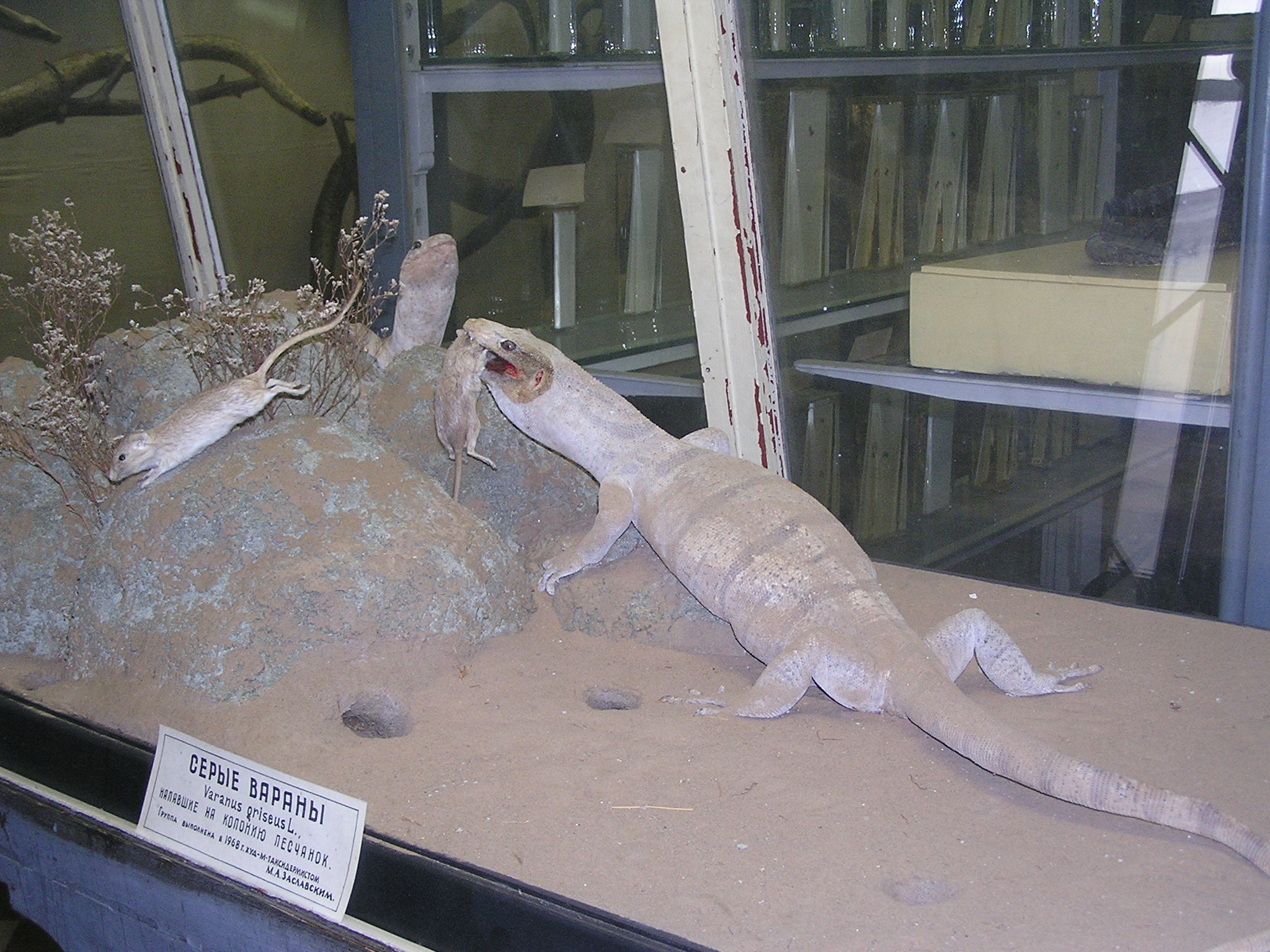